# Basketbola klubs Jūrmala
Il B.K. Jūrmala è una società cestistica avente sede a Jūrmala, in Lettonia. Fondata nel 1999, gioca nel campionato lettone.
Disputa le partite interne nella Dubultu sporta zāle.